# Anton Kreitmair

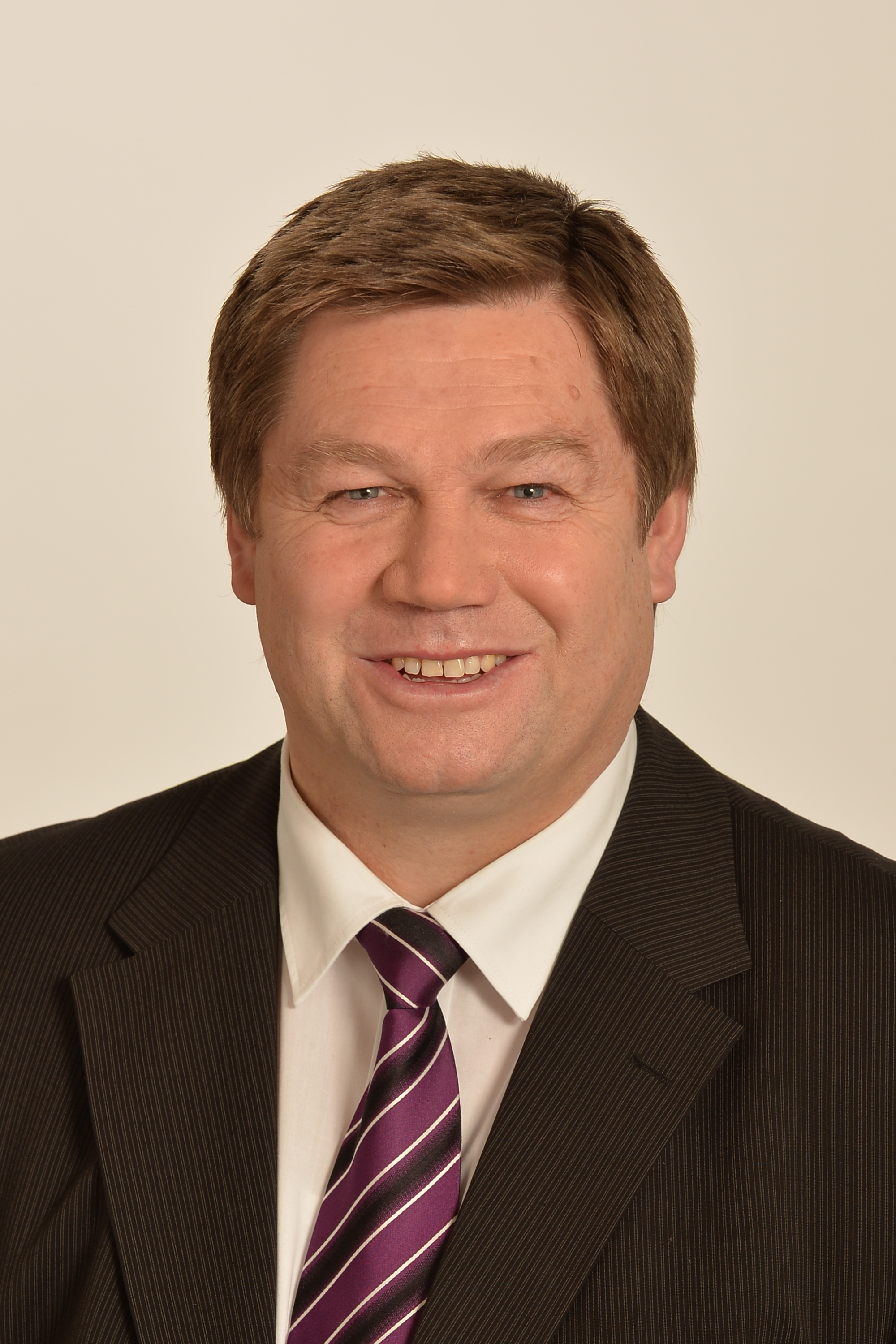
Anton Kreitmair (2015)

Anton Kreitmair (* 14. Juli 1963 in Altomünster; † 12. September 2020 in Kleinberghofen) war ein deutscher Politiker (CSU).

## Ausbildung, Beruf und Familie
Anton Kreitmair besuchte von 1969 bis 1978 die Hauptschule und erwarb über einen Fachschullehrgang die Mittlere Reife. Von 1978 bis 1980 besuchte er die Berufsschule Pfarrkirchen. Es folgte von 1980 bis 1981 die Berufsaufbauschule Pfarrkirchen. Von 1981 absolvierte er die Berufsausbildung zum Landwirt mit anschließender Landwirtschaftsschule in Dachau. Nach Ableistung des Grundwehrdienstes bei der Bundeswehr schloss er 1987 bis 1988 die Höhere Landbauschule in Landsberg am Lech ab.
Er bewirtschaftete einen Bauernhof in Kleinberghofen (Landkreis Dachau).
Er war römisch-katholisch, verheiratet und hat 3 Kinder. Er verstarb mit 57 Jahren nach schwerer Krankheit.

## Politische Ämter und Ehrenämter
Kreitmair war ab 1991 Ortsobmann im Bayerischen Bauernverband, in Erdweg ab 1996 Gemeinderat. 2004 wurde er Kreisobmann im Kreisverband Dachau des Bayerischen Bauernverbandes, dort war er ab 2012 auch Bezirkspräsident für Oberbayern.
Seit 2002 Mitglied des Dachauer Kreistags. Er trat 2007 in die CSU ein.
Bei der Landtagswahl in Bayern 2013 zog er über die Liste im Wahlkreis Oberbayern als Abgeordneter in den Bayerischen Landtag ein. 2018 trat er nicht zur Wiederwahl an.

## Parlamentarische Aufgaben
Kreitmair war Mitglied des Ausschusses für Ernährung, Landwirtschaft und Forsten und Mitglied des Ausschusses für Umwelt und Verbraucherschutz im Bayerischen Landtag.